# Ayat Khadoura
Ayat Khadoura (en árabe: آيات خضورة‎; Beit Lahia, 1996 - Beit Lahia, 20 de noviembre de 2023) fue una periodista independiente palestina y podcaster. Murió durante la guerra de Gaza, junto con varios miembros de su familia, en un ataque israelí contra su casa  el 20 de noviembre de 2023. Hasta el momento de su muerte más de 200 periodistas y trabajadores de medios de comunicación habían muerto desde que comenzó la guerra el 7 de octubre de 2023.

## Biografía
Khadoura nació en Beit Lahia, al norte de la Franja de Gaza (Palestina) en 1996. Obtuvo una licenciatura en medios digitales en la Universidad Abierta de Al-Quds.
Khadoura usó su plataforma para difundir información sobre la situación en Gaza. Durante los bombardeos israelíes, obtuvo reconocimiento internacional por sus videos, que documentaban las dificultades de la gente para encontrar comida y otros artículos de primera necesidad, así como su duelo por la pérdida de sus seres queridos. Desde su muerte, sus familiares han seguido utilizando su plataforma de redes sociales para compartir las últimas noticias y conmemorar su trabajo. En el momento de su muerte tenía más de 200 000 seguidores en Instagram.
Su hermana, Yasmin, dijo: «Ayat aspiraba a convertirse en un gran periodista, a seguir estudiando, a conseguir equipo de filmación. Tantas cosas».
Con Gaza sitiada, periodistas profesionales y no profesionales utilizan las redes sociales para informar al mundo exterior sobre la realidad de la vida en el territorio, y el periodismo independiente ha adquirido un papel más importante. Desde el 7 de octubre, los periodistas han estado sometidos a más presión que nunca, atacados por Israel por campañas de desprestigio, amenazas y acusaciones de colaborar con Hamás. Desde que comenzó la guerra, más de 200 periodistas y trabajadores de los medios de comunicación han sido asesinados por las fuerzas israelíes, mientras que muchos más han resultado heridos o encarcelados.

## Muerte
El 20 de noviembre de 2023, Khadoura fue asesinada junto con su abuela y tres de sus hermanos en un ataque israelí contra su casa en Beit Lahia. Unos días antes de su muerte, compartió un video en Instagram al que llamó «Mi último mensaje al mundo». En él, decía: «Teníamos grandes sueños, pero nuestro sueño ahora es morir de una pieza para que sepan quiénes somos». También expresó su terror por su vida, narrando la aterradora situación que se vivía en su zona tras el uso de fósforo blanco y bombas termobáricas por parte de las tropas israelíes.
Según sus familiares, no pudieron enterrar su cuerpo ya que quedó hecho pedazos en la explosión.
En 2024, Israel ocupó el primer puesto como el país que más asesinó a periodistas, con un total de 85 profesionales de la información muertos. Esta cifra supuso más del 70 % de las muertes de periodistas en 2024.

## Reacciones
El 14 de diciembre de 2023, la directora general de la UNESCO, Audrey Azoulay, expresó su indignación por la muerte de Khadoura. Afirmó: «La protección de los periodistas como civiles es un requisito del derecho internacional, incluida la Resolución 2222/2015 del Consejo de Seguridad de las Naciones Unidas sobre la protección de periodistas, profesionales de los medios de comunicación y personal asociado en situaciones de conflicto». Azoulay exigió una investigación exhaustiva y transparente para determinar las circunstancias de esta tragedia.
El 26 de enero de 2024, la relatora especial de las Naciones Unidas sobre la situación de personas defensoras de derechos humanos, Mary Lawlor, describió la vital labor de los periodistas locales en Gaza, dado que a los periodistas internacionales solo se les permite informar si están «integrados en el ejército israelí». Aunque no estaba asociada a ningún medio de comunicación en particular, Khadoura y otros como ella desempeñaron un papel importante a la hora de sacar información de Gaza.
El 1 de febrero de 2024, el Consejo de Derechos Humanos de las naciones Unidas expresó su alarma por los ataques contra periodistas que portaban insignias de prensa. Afirmó que estos ataques indican una «estrategia deliberada» de las fuerzas israelíes para obstruir y silenciar la información crítica.